# Sober (Kelly Clarkson)
Sober is een nummer van de Amerikaanse poprockzangeres Kelly Clarkson. Het is geschreven door haarzelf, Eubanks, Calamity McEntire en Jimmy Messer. Het was uitgebracht als de tweede Amerikaanse single van haar derde studioalbum My December.

## Achtergrondinformatie

### Thema
Het nummer is geïnspireerd door Clarkson's vriend Calamity McEntire, die haar ooit zei "te pakken wat er gezaaid wordt en de bloemen te houden" ("pick her weeds and keep the flowers"). Volgens de zangeres gaat het nummer over overleven en in staat goede beslissingen te nemen wanneer iets verkeerd dreigt te gaan. Het is echt niet makkelijk een verslaving te overwinnen, wat de verslaving ook mag zijn. Het punt is niet toe te geven, ondanks de aanwezigheid van verleiding. Verder zei ze dat het haar favoriete nummer op My December is. Het is muzikaal bijna hypnotisch. Je raakt gewoon in de muziek, het is zo prachtig. Ik ben geen alcoholist (sober betekent nuchter) maar het is gewoon een metafoor. Iedereen heeft wel iets waar die persoon best zonder kan, dus kan het gaan over wat je verslaving ook mag zijn.

### Structuur en opname
Aben Eubanks schreef de originele demo en zei dat de uiteindelijke versie niet veel verschilt van de demo. Er bestaan twee versies van het nummer, een albumversie en de radio-edit, waarbij de grootste verschillen enkele regels en de lengte zijn. De opname bevat een verscheidenheid aan arrangement- en productie-elementen, van een pauk dat tegen een akoestische gitaar wordt getikt tot een slagset tegen aantal snaren en een windgeluid vanaf de climax met een cellolijn waar het nummer mee eindigt. Kenmerkend aan het nummer zijn de woorden "three months", die Clarkson dertienmaal herhaalt. Verder gebruikt de zangeres vele toonhoogtes, waarbij zij tijdens het hoogtepunt hoge tonen bereikt. In recensies wordt dit veelal geprezen.

## Release
In een online dagboek bevestigde Clarkson dat "Sober" de tweede single van My December zou worden en op 6 juni werd het nummer naar de radiostations gestuurd. Muziekexperts waren van mening dat "Sober" voor Clarkson een cruciale single was gezien het feit dat de vorige single "Never Again", ondanks het feit dat het hoge noteringen scoorde, weinig airplay verkreeg. Dit was de reden dat "Sober" veel eerder dan verwacht werd uitgebracht: vijf weken na de "Never Again"-release en drie na die van het album. "Sober" faalde de Amerikaanse Billboard Hot 100 te halen, de tweede keer dat dit voorkomt na "The Trouble with Love Is" uit 2003. Dit zorgde ervoor dat er geen videoclip werd gefilmd, er geen internationale release volgde en zelfs dat er geen singles van het album meer in de Verenigde Staten werd uitgebracht. Een meningsverschil met de bazen van RCA volgde, die enkele weken duurde.

## Tracklist
Download
1. "Sober"
2. "Dirty Little Secret"